# Wojciech Bęben
Wojciech Bęben (ur. 28 lutego 1949 w Działoszynie) – polski antropolog, etnograf i etnolog. Ksiądz rzymskokatolicki, werbista, duszpasterz i misjonarz. Profesor nauk humanistycznych, specjalizuje się w zagadnieniach z zakresu etnografii Australii i Oceanii. Wykładowca w Gdańskim Seminarium Duchownym, oraz w Instytucie Archeologii i Etnologii na Wydziale Historycznym Uniwersytetu Gdańskiego. Pełnił posługę duszpasterza pomocniczego w Parafii Niepokalanego Poczęcia Najświętszej Maryi Panny w Gdańsku.

## Życiorys
Egzamin dojrzałości zdał w 1968, następnie rozpoczął studia w Wyższym Seminarium Duchownym w Częstochowie. Był również studentem uczelni krakowskich. Wszystkie stopnie, a także święcenia kapłańskie otrzymał w Pieniężnie. Doktoryzował się w 1987 w Instytucie Etnologii i Antropologii Kulturowej Uniwersytetu Warszawskiego, a rok później uzyskał kolejny doktorat (z religioznawstwa na Uniwersytecie Kardynała Stefana Wyszyńskiego w Warszawie). Habilitował się z kolei w 2005 w Instytucie Archeologii i Etnologii Polskiej Akademii Nauk. Napisał wtedy rozprawę zatytułowaną Mały świat wokół wulkanu. Tradycyjne normy zwyczajowe w życiu wyspiarzy Biem w Papui-Nowej Gwinei. Pracował jako adiunkt na Uniwersytecie Warszawskim i Wrocławskim. Tytuł profesora nauk humanistycznych nadano mu w 2015. Laureat Nagrody im. Benedykta Polaka. Od 2020 na emeryturze. 

## Publikacje naukowe
- Stosunek krajowców nowogwinejskich do chorób[10] (wspólnie z Franciszkiem Rosińskim)
- Tradycyjna kultura rdzennych ludów Australii i Oceanii: perspektywa porównawcza[11]
- Myślenie magiczne Nowogwinejczyków w okresie transformacji kulturowej[12] (wspólnie z Franciszkiem Rosińskim)
- Uczta w społecznościach pierwotnych na Nowej Gwinei[13] (wspólnie z Franciszkiem Rosińskim)

## Książki
- Tańczący kanibale: wyspiarze Cieśniny Torresa[14]
- Yamy, trucizna i duchy: Arapesze z Papui-Nowej Gwinei[15]
- Aborygeni, pierwsi nomadzi: życie i kultura[16]
- Dzieciństwo na Antypodach[17]
- Mały świat wokół wulkanu: tradycyjne normy zwyczajowe w życiu wyspiarzy Biem w Papui Nowej Gwinei[18]